# Rugāji
Rugāji (ryska: Ругаи) är en kommunhuvudort i Lettland.   Den ligger i kommunen Rugāju novads, i den östra delen av landet, 180 km öster om huvudstaden Riga. Rugāji ligger 99 meter över havet och antalet invånare är 547.
Terrängen runt Rugāji är mycket platt, och sluttar västerut. Runt Rugāji är det mycket glesbefolkat, med 6 invånare per kvadratkilometer. Närmaste större samhälle är Balvi, 16,6 km nordost om Rugāji. I omgivningarna runt Rugāji växer i huvudsak blandskog.